# Pernolec (przystanek kolejowy)
Pernolec – przystanek kolejowy w Pernolcu, w kraju pilzneńskim, w Czechach. Położony jest na wysokości 495 m n.p.m..
Na przystanku nie ma możliwość zakupu biletów, a obsługa podróżnych odbywa się w pociągu. 

## Linie kolejowe
- 184 Domažlice - Planá u Mariánských Lázní